# Els hereus
Els hereus (títol original: Die Siebtelbauern, "Els setens pagesos") és una pel·lícula germano-austríaca dirigida per Stefan Ruzowitzky estrenada l'any 1998. Ha estat doblada al català.

## Argument
Àustria, als anys 1920. Un pagès tirànic és odiat pels seus servidors i pels nois de la granja. Detesten també el seu contramestre. Entre ells, es troben Lukas, un noi senzill, popular entre totes les dones, i Emmy, la rebel. Severin, el narrador del film, que va viure fa poc a la granja, és més introvertit i més reflexiu.
Un dia, Rosalind, que ha abandonat la granja fa anys, torna i mata el pagès que l'havia violada. Lukas és el nen nascut d'aquesta violació. Rosalind és detinguda.
Els altres agricultors del poble estan impacients per recuperar la granja, ja que no tenia cap fill declarat. Al seu testament, el pagès insulta els habitants del poble i els seus empleats. Tanmateix llega la granja als seus deu empleats. Els vilatans queden atònits. Als seus ulls, la voluntat del difunt va en contra de la jerarquia social del poble. Els hereus accepten la seva nova possessió, tothom rep un desena part.
Però el contramestre vol vendre la granja en nom dels hereus a Danninger i prova de fer anul·lar el testament. La majoria dels empleats volen conservar la granja i l'expulsen així com un noi i una criada. Els set hereus restants són anomenats els "setens pagesos" pels altres agricultors que estan contra ells.
Els "set pagesos" continuen els seus treballs habituals amb la finalitat de romandre independents. Però han de defensar-se contra els altres grangers aliats amb el contramestre. D'un altre costat, altres habitants del poble els donem suport. Els agricultors dirigits per Danninger proven de prendre la granja per la força, no obstant això, quan fracassen, hi calen foc. Lukas mata l'antic contramestre en legítima defensa. Ha d'amagar-se en una gruta del bosc amb l'ajuda dels altres hereus, però és descobert i assassinat.
Durant el funeral de Lukas, Emmy i Severin travessen el poble sota la mirada de tots els habitants. Emmy i Severin volen emigrar a Amèrica, com Lukas volia fer.

## Repartiment
- Simon Schwarz: Lukas
- Sophie Reis: Emmy
- Lars Rudolph: Severin
- Tilo Prückner: El contramestre
- Ulrich Wildgruber: Danninger
- Julia Gschnitzer: La vella Nane
- Elisabeth Orth: Rosalind

## Premis i nominacions
Presentat a molts festivals, s'emporta els grans premis del Festival internacional de cinema de Flandes-Gand i del Festival Internacional de Cinema de Rotterdam, el Premi FIPRESCI del Festival internacional del film de Valladolid, el film és seleccionat per Àustria per l Oscar a la millor pel·lícula de parla no anglesa en els Premis Oscar de 1998.

## Crítica
- "Thriller rural sobre l'ambició humana i la revenja amb la historia"[3]
- "Película amb fons"[4]